# Жељо моја
Жељо моја је југословенска и хрватска поп песма која је представљала Југославију на Песми Евровизије 1986. у Бергену, у извођењу Дорис Драговић. Музику и текст за песму је написао Зринко Тутић, док је оркестром током извођења уживо дириговао маестро Никица Калогјера. Био је то шести пут да је ТВ Загреб делегирао југословенског представника на том фестивалу.
Право да наступи на Евросонгу Дорис је остварила победом на југословенском националном избору − Југовизији − који је те године одржан 7. марта у Приштини. На фестивалу је учествовало 16 композиција, а песма Жељо моја победила је са 57 гласова жирија из осам регионалних центара. 
Евросонг у Бергену је одржан 3. априла 1986, а југословенски представници наступили су други по реду. Након гласања 20 националних жирија Југославија је добила поене од 11 националних жирија, укључујући и 12 поена кипарског жирија, што је било довољно за 11. место са укупно освојених 49 бодова. 